# Wełdkowo
Wełdkowo (niem. Groß Voldekow) – osada w Polsce położona w województwie zachodniopomorskim, w powiecie białogardzkim, w gminie Tychowo. W latach 1975–1998 osada należała do województwa koszalińskiego. Według danych UM, na dzień 31 grudnia 2014 roku osada miała 45 stałych mieszkańców. Osada wchodzi w skład sołectwa Smęcino. Najwyżej położona miejscowość gminy (135 m n.p.m.).

## Geografia
Osada leży ok. 1 km na północ od Smęcina, przy drodze wojewódzkiej nr 169.

## Zabudowa osady
- ruiny XIX wiecznej neogotyckiej kaplicy rodu von Holtz. Wokół kaplicy zwarty kompleks leśny buczyny pomorskiej, której wiek niekiedy przekracza 100 lat tzw. "Tychowskie Bieszczady". Znajdują się w odległości ok. 3 km na północ na wysepce leśnego stawu utworzonego w wyniku spiętrzania wód jednego z dopływów rzeki Chotli.

## Przyroda
Szpaler kasztanowców prowadzący do dawnego dworu i parku.
Ok. 1,7 km na północny zachód od osady, w lesie, rośnie dąb szypułkowy o obw. 450 cm - pomnik przyrody.
"Źródliska Chotli" (zespół przyrodniczo - krajobrazowy), źródliska tworzące głębokie jary wyżłobione w poziomie wysoczyznowym, porośnięte w większości drzewostanem liściastym.

## Komunikacja
W miejscowości nie ma przystanku komunikacji autobusowej.